# Таракан (місто)
Таракан (індонез. Tarakan) — місто на правах округи в індонезійській провінції Північний Калімантан.

## Географія
Міська громада займає увесь однойменний острів у східній частині провінції, але власне місто розташовується на півдні.

### Клімат
Місто знаходиться у зоні, котра характеризується вологим тропічним кліматом. Найтепліший місяць — квітень із середньою температурою 27.8 °C (82 °F). Найхолодніший місяць — січень, із середньою температурою 27.2 °С (81 °F).
| Клімат Таракана         | Клімат Таракана | Клімат Таракана | Клімат Таракана | Клімат Таракана | Клімат Таракана | Клімат Таракана | Клімат Таракана | Клімат Таракана | Клімат Таракана | Клімат Таракана | Клімат Таракана | Клімат Таракана | Клімат Таракана |
| Показник                | Січ.            | Лют.            | Бер.            | Квіт.           | Трав.           | Черв.           | Лип.            | Серп.           | Вер.            | Жовт.           | Лист.           | Груд.           | Рік             |
| Абсолютний максимум, °C | 37              | 38              | 37              | 33              | 38              | 35              | 37              | 37              | 38              | 33              | 37              | 37              | 38              |
| Середній максимум, °C   | 29              | 29              | 30              | 30              | 30              | 30              | 30              | 30              | 30              | 30              | 30              | 29              | 30              |
| Середня температура, °C | 27              | 27              | 27              | 27              | 27              | 27              | 27              | 27              | 27              | 27              | 27              | 27              | 27              |
| Середній мінімум, °C    | 24              | 24              | 24              | 25              | 25              | 25              | 24              | 25              | 24              | 25              | 25              | 24              | 25              |
| Абсолютний мінімум, °C  | 21              | 20              | 21              | 22              | 22              | 21              | 18              | 21              | 20              | 20              | 20              | 18              | 18              |
| Норма опадів, мм        | 240             | 250             | 260             | 370             | 360             | 270             | 290             | 330             | 250             | 310             | 320             | 350             | 4000            |
| ----------------------- | --------------- | --------------- | --------------- | --------------- | --------------- | --------------- | --------------- | --------------- | --------------- | --------------- | --------------- | --------------- | --------------- |
| Джерело: Weatherbase    |                 |                 |                 |                 |                 |                 |                 |                 |                 |                 |                 |                 |                 |